# 935 Clivia
935 Clivia este un asteroid din centura principală, descoperit pe 7 septembrie 1920, de Karl Reinmuth.